# Вихара
Вихара (санскр. विहार vihāra, кит. упр. 精舎, палл. (цзиншэ), тайск. วิหาร — вихан, кхмер. вихэр) — санскритский и палийский термин для буддийского монастыря или святыни. Так же называется особый род искусственных пещер в скалах Индостана, служивших жилищем для буддийских монахов. Древнейшие из пещер, находятся около древнего Радажгриха, главного города–царства Магадха, в котором пустил первые прочные корни молодой буддизм (нынешняя область Бихар, названная так по обилию вихар).
Этимологически, это слово происходит от палийского глагола viharati, означающего «находиться», «пребывать», «жить (где-либо)». Соответственно, вихара — местонахождение, местопребывание, место жительства, жилище, обитель. Первоначально термин относится к «жилищу» или «убежищу», используемому странствующими монахами во время дождливого сезона. Сейчас слово «вихара» используется для обозначения буддийских монастырей традиции Тхеравада, распространённой на Шри-Ланке и в Юго-Восточной Азии, а также древних монастырей Индии.

## Описание
В раннем буддизме странствующие монахи Сангхи, практикуя аскетизм и монашескую жизнь, не имели постоянного места жительства. На протяжении сезона дождей (ср.васса) они оставались во временных убежищах. Эти жилища были простыми деревянными укрытиями или покрытыми бамбуком хижинами. Тем не менее, считалось заслугой не только кормить монаха, но и дать ему убежище. Роскошные монастыри создавались богатыми мирянами-буддистами. Они располагались поблизости от поселений, чтобы было удобно собирать милостыню, но были достаточно уединёнными, чтобы посетители не мешали медитациям.
Торговые пути были отличным местом для расположения вихар, и пожертвования от богатых торговцев повысили их экономическое благосостояние.
Во II веке до н. э. устоялся стандартный план вихары: либо отдельное здание (на юге Индии), либо вырезанная в скале чаитья-гриха (в Деккане). Вихара состояла из огороженного четырёхугольного двора с кельями по бокам. В передней части ограды располагалась дверь. Эта сторона позднее стала украшаться изображениями Будды — बुद्धरूप (Буддхарупа). Кельи были вырубленными в скале площадками, где можно было поставить ложе и подушки. Лишние части скалы удалялись, и получалась небольшая искусственная пещера. В раннем буддизме конструкция вихары была несколько подобна ашраму, окружённому хижинами.
С появлением постоянных монастырей термин «вихара» полностью закрепился за ними. Некотырые вихары стали очень значительными, некоторые из них развились в буддийские университеты с тысячами студентов, как например Наланда.
Жизнь в вихарах подчинялась особому кодексу, который был частью Палийского канона — Виная-Питака или «корзина монашеской дисциплины».
Северо-индийский штат Бихар получил своё название от слова Вихара из-за обилия буддийских монастырей. Центральноазиатский город Бухара, по одной гипотезе, получил своё название подобным образом.
Вихара играет важную роль в буддизме. Это может быть и жилище монахов, центр религиозных работ и медитаций, а также место, где можно получить буддистское образование.

## История
Ранние буддистские пещеры и священные места (чайтьи) находят в западном Декане. Они датируются III веком до н. э., и к ним относятся вырубленные в скале пещеры Бхаджа, пещеры Карла, а также некоторые из пещер Аджанты. Реликвии, найденные в этих пещерах, наводят на мысль о связи религии и торговли — видимо, буддийские миссионеры часто сопровождали торговцев, которые перемещались по торговым путям северной Индии. Некоторые пещерные вихары и чайтьи были построены богатыми торговцами, в них строили колонны, арки, рельефы и украшенные фасады и другое, так как торговцы получали доходы от караванной торговли между Китаем, Индией и Римской Империей (по Великому шёлковому пути).
Эпиграфические, литературные и археологические данные свидетельствуют о существовании многих буддийских вихар в Бенгалии (Западная Бенгалия и Бангладеш) и Бихаре с V века н. э. и до конца XII века. Эти монастыри были в основном построены в старом кушанском стиле: квадратный двор, сформированный четырьмя рядами келий по его сторонам. Они обычно строились из камня или кирпича. По мере развития общины, добавлялись новые помещения из кирпича. Часто они состояли из нескольких ярусов и располагались во внутреннем дворике около веранды, поддерживаемой столбами. В некоторых из них была ступа с ракой внутри. В храме были изображения Будды, бодхисаттв и других образов буддизма. Подобный план продолжал существовать в Бенгалии и Бихаре на протяжении периода Гупта и Пала.
Со временем вихары стали и образовательными центрами. В эпоху Маурьев император Ашока построил Махабодхи в форме вихары.

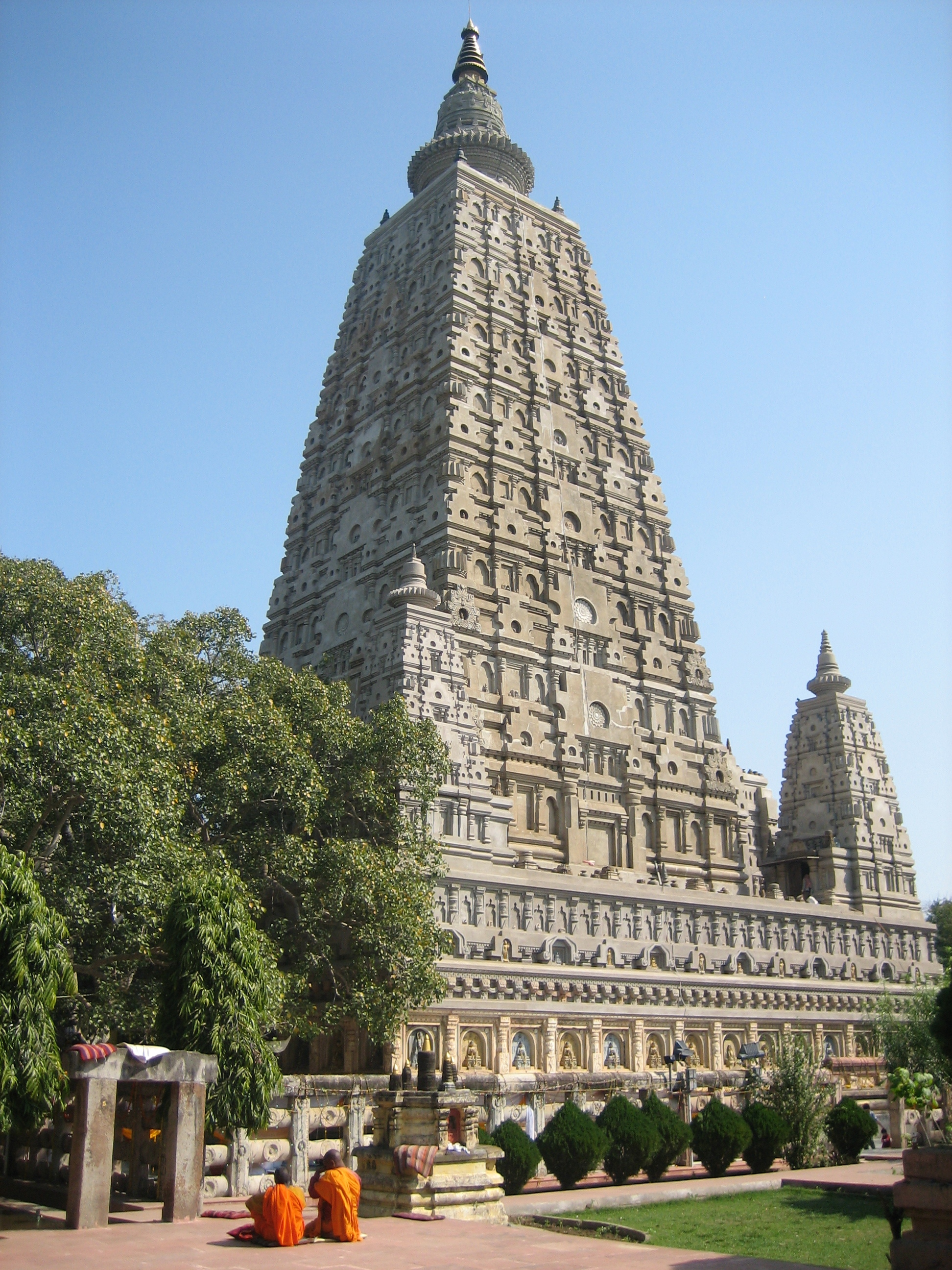
Храм Махабодхи

По сообщениям Сюаньцзана, подобная форма продолжала существовать, он описывал гигантский монастырь по-си-по, расположенный в 6,5 км к западу от столицы Пундравардхана (Махастхан). Монастырь славился обширными залами и высокими комнатами. А. Каннингем идентифицировал его как бхасувихара. Сюаньцзан также отметил вихару Лотомочи (Рактамриттика Махавихара) около Карнасуварна (Рангамити, Муршидабад, Западная Бенгалия). Местонахождение монастыря было идентифицировано как Рангамати (совр. Чирути, Муршидабад, Западная Бенгалия). Были раскопаны монашеские кельи, построенные по регулярному плану, и различные пристройки: храмы, ступы, залы.
Один из самых ранних монастырей был найден у Бихараиля (округ Раджшахи, Бангладеш). Это вихара периода Гуптов, построенная в классическом стиле: квадратный двор с кельями вокруг.
Поскольку буддизм лояльно относился к торговле, монастыри стали местом, где могли остановиться путешествующие торговцы, для них оборудовались меблированные комнаты. По мере роста пожертвований от царей, знати и торговцев, пещерные интерьеры стали сложнее, стены украшались великолепной резьбой с причудливыми изображениями. Украшенные фасады, развитие внешнего и внутреннего декора повлияло на отделение монашеских вихар от храмовых залов чайтья. На протяжении веков пещеры стали настоящими зданиями, вырубленными в скале, их создание требовало высококвалифицированных каменщиков и других мастеров, как например храмы Эллора. Интересно, что на протяжении веков каменщики продолжали копировать плотницкие приёмы, и многие каменные элементы выполнены так, как будто они сделаны из дерева.

### Махавихары эры Пала
Количество вихар выросло в период Пала в древней Магадхе (Бихар) и Бенгалли. В тибетских источниках называются пять великих Махавихар: Викрамашила, ведущий университет той эпохи; Наланда, уже терявший свой блеск, но всё ещё знаменитый; также Сомапура, Одантапури и Джаггадала. Пять махавихар составляли систему, то есть они осуществляли буддийское образование по единой программе, постоянно поддерживали связь, великие учёные часто переходили из одного университета в другой, существовал обмен знаниями, и государство покровительствовало им.
В тибетских источниках упомянут также монастырь Викрамашила, основанный царём Пала Дхармапалой (Защитник Учения). Эта махавихара располагалась у Анитичака, маленькой деревушке округа Бхагалпура в Бихаре. В монастыре было 107 храмов 50 помещений для 108 (священное число) монахов. Привлекались также иностранные буддийские учёные.
Знаменитый Наланда Махавихара был основан несколько столетий ранее; Сюаньцзан говорит о его великолепии и величии. Он упомянут и в тибетских и в китайских источниках. Во времена Пала Наланда был не таким исключительным, как другие учреждения Пала, некоторых учёных из Наланды специально переселяли в другие университеты. Тем не менее, слава Наланды пережила династию Пала.
Вихара в Пахарпуре, в 46,5 км северо-западнее Махастханы. Скорее всего, основана Дхармапалой. Построена в традиционной форме квадратного двора с 177 кельями по сторонам. Второстепенные корпуса примыкали с Востока, Юга и Запада. Эта вихара функционировала до XI века н. э.
Одантапури упоминается в тибетских текстах, но не описывается. Гопала I (?) построил его около Наланды. Этот монастырь должен был находиться около Бакхтияр Кхалджи.

Джагаддала находилась около Рамавати в Варендра (Северная Бенгалия).
Другими важными монастырями Пала были Трайкута, Девикота и Пандита-вихара. Следует также назвать раскопки с 1972 по 1974 гг. буддийских монастырей в Бхаратпуре в округе Бурдван Западной Бенгалии. Монастыри были построены в раннем Средневековье. Недавние раскопки в Джагдживанпуре (округ Малда, Западная Бенгалия) вскрыли другой буддийский монастырь (Nandadirghika-Udranga Mahavihara) девятого века. Надстройки не сохранились. Тем не менее, квадратный двор, ряды келий сохранились. В кельях были скруглённые углы. В целом план Джагдживанпура схож с Наландой. Кроме того, найдены небольшие монастыри: Пуллахари (западная Магадха), Халуд-вихара (45 км южнее Пахарпура), Парикрамана-вихара и Яшовармапура-вихара (в Бихаре) и другие.
В Майнамити (округ Комилла, Бангладеш) была обнаружена Схалван-вихара. Комплекс состоит из довольно большой вихары обычного плана из четырёх рядов келий вокруг центрального двора, с храмом, расположенным в центре. Печать на камне означает, что основателем был Бхавадэва, правитель династии Дэва.

## Галерея

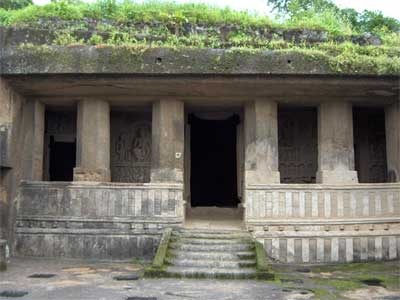
Вихара у Канхери
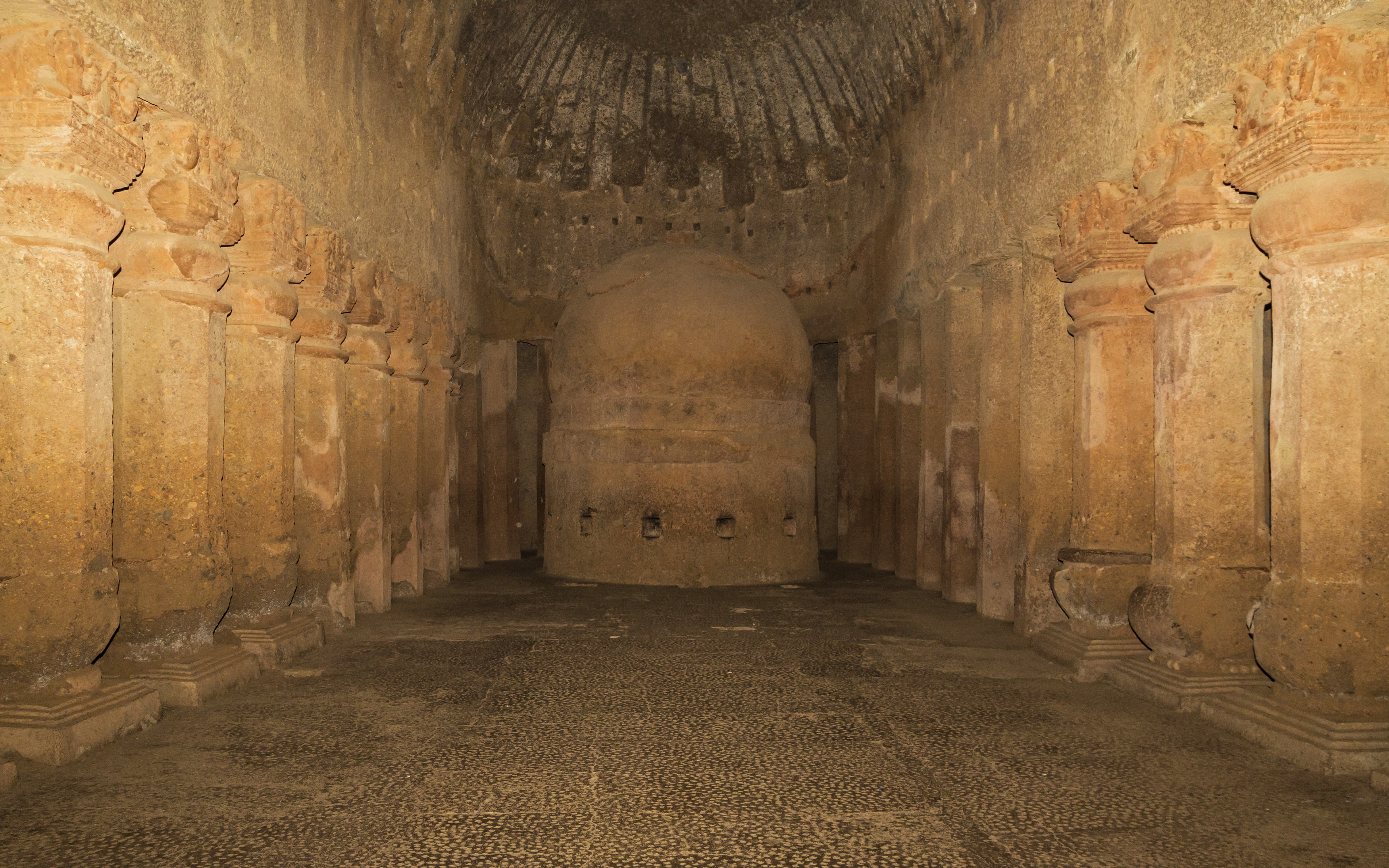
Вихара у Канхери, интерьер
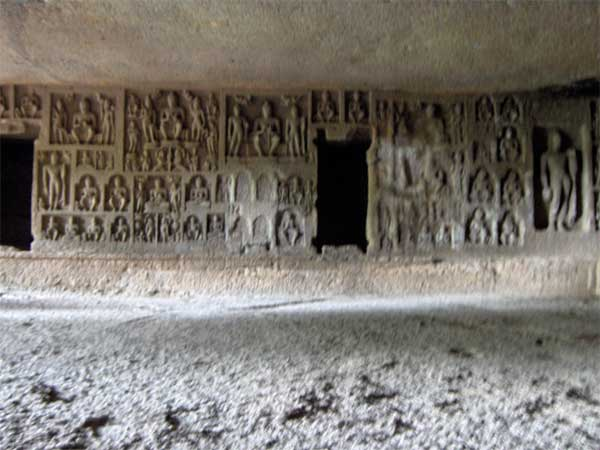
Стена пещеры у Канхери
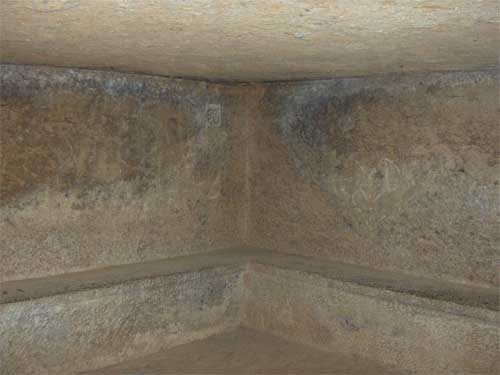
Кровати в скале